# آشر تايلر
آشر تايلر (بالإنجليزية: Asher Tyler)‏ هو محامي وسياسي أمريكي، ولد في 10 مايو 1798، وتوفي في 1 أغسطس 1875. انتخب عضو مجلس النواب الأمريكي.